# 2019年加拿大阿拉斯加公路连环枪击案
2019年加拿大阿拉斯加公路连环枪击案是指2019年7月14日至19日期间发生在加拿大不列颠哥伦比亚省阿拉斯加公路和斯图尔特-卡西亚尔高速公路上的一起杀人案。凶手Kam McLeod和Bryer Schmegelsky在六天内接連殺死了Lucas Fowler、Chynna Deese以及Leonard Dyck。 死者Chynna Deese與Lucas Fowler是一對情侶。Leonard Dyck是一位64歲卑詩省大學植物學家，被發現時已是一具焦尸。Chynna Deese與Lucas Fowler是在阿拉斯加公路上被兇手殺死。
截至2019年7月23日，McLeod 和 Schmegelsky已長途奔襲了3,200 km（2,000 mi），途徑了四个加拿大省份。 皇家加拿大騎警开始在全国范围内追捕嫌犯。 7月23日至8月7日期間，Kam McLeod和Bryer Schmegelsky在曼尼托巴省吉拉姆东北部靠近納爾遜河的地方開槍自殺。